# M 84 (галактика)
Messier 84 (англ. M 84, NGC 4374, рус. Мессье 84, другие обозначения — VCC 763, UGC 7494, 3C 272.1, MCG 2-32-34, ZWG 70.58, IRAS12224+1309, PGC 40455) — эллиптическая галактика в созвездии Дева.
Этот объект входит в число перечисленных в оригинальной редакции Нового общего каталога.
Галактика принадлежит к Скоплению Девы, а также составляет часть так называемой цепочки Маркаряна.
В галактике вспыхнули сверхновые SN 1991bg типа Ia и 1980I. Их пиковая видимая звёздная величина составила 14.
Также была зарегистрирована сверхновая SN 1957B типа Ia. Её пиковая видимая звёздная величина составила 12,5.